# Karen Georgijewitsch Schachnasarow

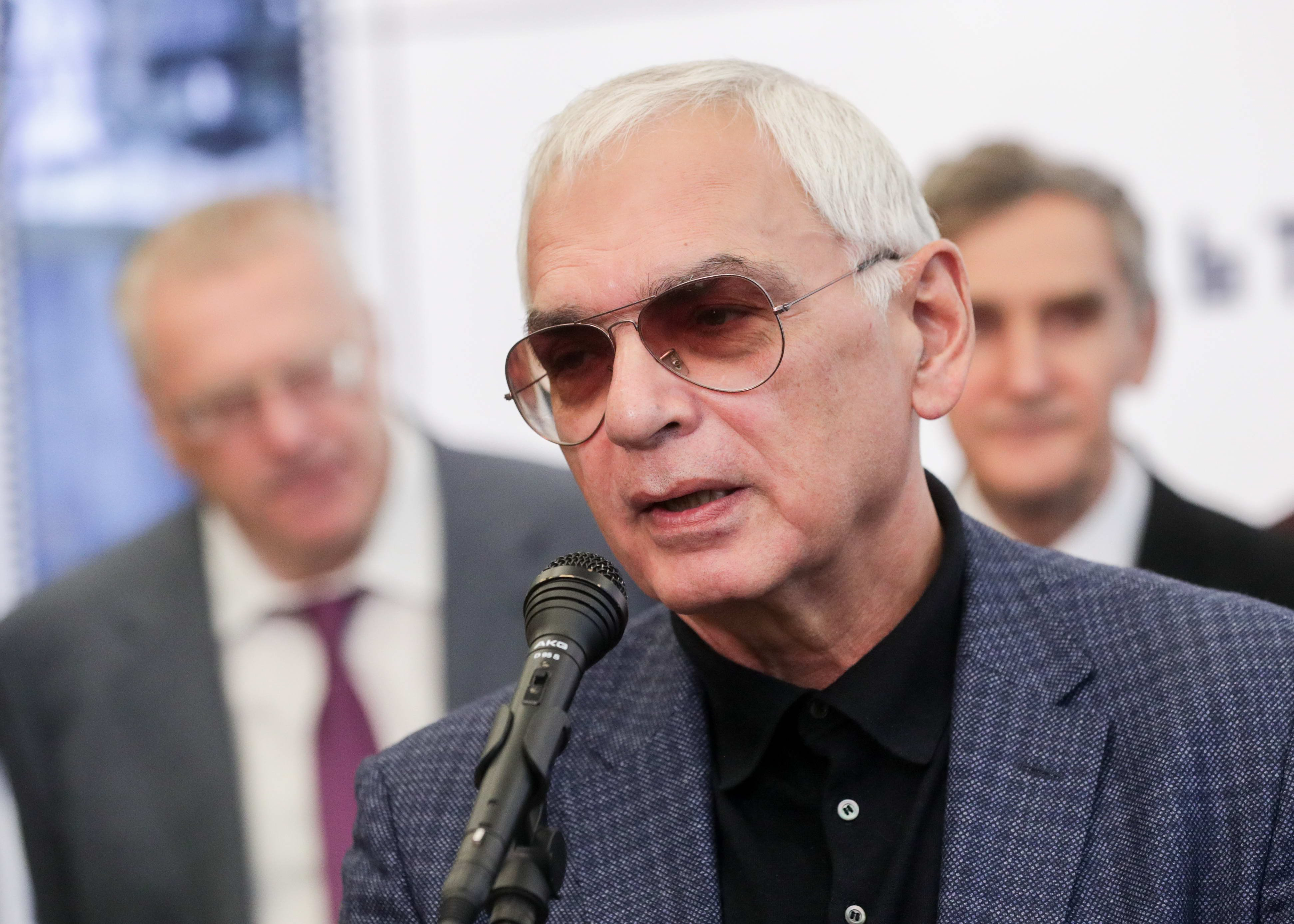
Karen Schachnasarow (2019)

Karen Georgijewitsch Schachnasarow (russisch Карен Георгиевич Шахназаров, * 8. Juli 1952 in Krasnodar) ist ein russischer Filmregisseur, Produzent und Drehbuchautor. Seit 1998 ist Schachnasarow Generaldirektor von Mosfilm.

## Biografie
Karen Georgijewitsch Schachnasarow wurde am 8. Juli 1952 in Krasnodar geboren. Sein Vater Georgi Schachnasarow (1924–2001) war armenischer Abstammung und gehörte zu den Beratern Gorbatschows, seine Mutter Anna Schachnasarowa (1928–2022) war Russin.
1975 absolvierte er die Regieabteilung des Gerassimow-Instituts für Kinematographie. Seine Spezialität war die Filmregie. Sein Abschlussfilm war Shire Shag, Maestro! („Gehen Sie schneller, Maestro!“). 1973–1974 war er Regieassistent bei Mosfilm. Von Juni bis Oktober 1975 war er Regisseur bei Mosfilm. Von Oktober 1975 bis November 1976 war er in der Armee, dann wieder der Mosfilm-Regisseur. 1984 wurde er Geschäftsführer bei Mosfilm. 1987 wurde er künstlerischer Leiter des Kreativvereins Start bei Mosfilm. 1990 wurde daraus das Courier-Studio. Seit 1991 ist er künstlerischer Leiter dieses Studios.
1998 wurde er zum Generaldirektor von Mosfilm ernannt.

## Politik
Neben seiner Tätigkeit als Filmregisseur bei Mosfilm nimmt er regelmäßig an den politischen Talkshows von Wladimir Rudolfowitsch Solowjow teil.
Nach dem russischen Überfall auf die Ukraine drohte er im Mai 2022 Gegnern des Krieges in Russland „Konzentrationslager, Umerziehung und Sterilisierung“ an.

## Filmografie
- 1984: Wir sind vom Jazz  (Мы из джаза)
- 1985: Winterabend in Gagra (Зимний вечер в Гаграх)
- 1987: Der Bote (Курьер)
- 1988: Die Stadt Zero (Город Зеро)
- 1991: Der Zarenmörder (Zareubijza, The Assassin of the Tsar)
- 1993: Träume (Сны)
- 1995: Die amerikanische Tochter (Американская дочь)
- 1998: Day of the Full Moon (День полнолуния)
- 2001: Poisons or the World History of Poisoning (Яды, или Всемирная история отравлений)
- 2002: Todeskommando Russland 2 (Звезда)
- 2004: Der Reiter namens Tod (Всадник по имени смерть)
- 2008: Vanished Empire (Исчезнувшая империя)
- 2009: Krankenzimmer Nr. 6 (Палата № 6)
- 2012: Weißer Tiger (Белый тигр)
- 2017: Anna Karenina: Vronsky's Story (Анна Каренина)